# 池田彰夫
池田 彰夫（いけだ あきお、1988年〈昭和63年〉7月12日 - ）は、日本の俳優。

## 来歴
栃木県宇都宮市出身。株式会社Ask所属。
2011年12月、オムにー4 北沢タウンホールにて初舞台。
2013年、株式会社オフィスジュニア所属。
2015年、退社。
2016年、株式会社Ask（演劇カンパニー曲者）所属。
2024年１月に開催された第53回ロッテルダム国際映画祭で最優秀作品賞であるタイガーアワード受賞。（出演・監督補）

## 出演

### 舞台
- 殺人の告白（2022年6月17日 - 26日、サンシャイン劇場） - アンサンブル
- 莉の対（2024年）[2]
- HOUSE〜7人の地縛霊〜（2024年8月23日 - 9月1日、シアターサンモール） - 佐々木保 役[3][4]
- 新宿羅生門 薩長エージェンシー編（2025年1月18日 - 26日、こくみん共済 coop ホール/スペース・ゼロ） - 伊牟田浩太 役[5][6]
- 〜女子大小路の名探偵 新章〜 舞台『死は、ど真ん中に転げ落ちて』（2025年3月15日 - 23日、博品館劇場）[7]
- 舞台『HOUSEII〜7人の地縛霊〜』（2025年8月15日 - 23日〈予定〉、あうるすぽっと）[8]